# Partido Social Democrático (Brasil, 1945)
El Partido Social Democrático fue un partido político brasileño, fundado el 17 de julio de 1945, disuelto por la dictadura militar  el 27 de octubre de 1965 y refundado con la vuelta del multipartidismo.
Fue fundado bajo el auspicio de Getúlio Vargas, reuniendo a antiguos gobernadores como Benedito Valadares y Adhemar Pereira de Barros. Durante su primera existencia, formó junto al Partido Laborista Brasileño el frente pro-getulista en apoyo a Vargas, en oposición a la Unión Democrática Nacional. Fue el partido mayoritario de la Cámara de Diputados de Brasil, eligiendo a dos presidentes del país: Eurico Gaspar Dutra en 1945 y Juscelino Kubitschek de Oliveira en 1955.
Después del golpe militar de 1964 y durante el régimen militar brasileño, en 1965 el ala derechista del PSD que apoyó al golpe se unió a la Alianza Renovadora Nacional (ARENA), mientras que los antigolpistas del PSD de unieron al Movimiento Democrático Brasileño (MDB). 
Luego del fin del régimen militar, el PSD fue refundado. En las elecciones legislativas de 2002 el partido obtuvo 4 diputados y un único senador.